# Mompantero
Mompantero – miejscowość i gmina we Włoszech, w regionie Piemont, w prowincji Turyn.
Według danych na rok 2004 gminę zamieszkiwały 652 osoby, 21,7 os./km².